# Мар'ян Голембйовський
Мар'ян Голембйовський (пол. Marian Gołębiewski) — псевдо «Ірка», «Кораб», «Лотка», «Стер», «Свобода» (нар. 16 квітня 1911 в Плонську, помер 18 жовтня 1996 р. в Варшаві) — парашутист, офіцер Кедиву АК та ВіН, член антикомуністичної опозиції в ПНР, архітектор перемир'я АК з УПА в с. Руда-Ружанецька.

## Роль в«Грубешівській революції»
Будучі комендантом Грубешівського району АК став головним ініціатором «відплатних» акцій проти українців у рамах «Грубешівської революції». Ударною силою були батальйони І — С. Басая «Рися» та батальйон АК З. Химки («Віктора»). Польські об'єднані сили під час кількох акцій знищили українські села Пригоріле, Метке, Сагринь, Шиховичі, Теребінь, Стриженець, Турковичі та ін., в яких розстріляли чи замордували майже півтори тисячі українців.

## Архітектор порозуміння з українцями
Після початку фактичної окупації Польщі комуністичним режимом М. Голембйовський став активним прихильником порозуміння з українцями. Як згадував він пізніше:
«У вересні 1944 р. зібрав нараду 23 командирів АК з Холмщини, Замойщини та Грубешева…Наказав щоб замість боїв з українцями шукати можливості порозуміння і співпраці. Серед присутніх запанував подив, адже серед присутніх було багато тих, хто втратив у боротьбі з українцями цілі родини. Ніхто не виступив проти».
Після цієї наради, проведеної в околицях с. Дубенка було підготовано листівку-звернення 7,5 тис. примірників та розкидано від Володави через Холм аж по Перемишль. Польські партизани почали демонструвати кращий підхід до українських селян. Одночасно до необхідності союзу з поляками прийшло і керівництво ОУН. Контакти АК та УПА та взаємні перемовини призвели до укладання перемир'я в с. Руда-Ружанецька. На цій зустрічі Мар'ян Голембйовський був найстаршим за рангом офіцером АК.

Ось як М. Голембйовський характеризував головний результат перемир’я – Грубешівську операцію:
«умова наша в багатьох пунктах – в міру тогочасних можливостей (1944-1947) – була обома сторонами відверто реалізована. Доказом є те, що українці, коли прийшла потреба збройної співпраці, долучилися в більшому масштабі до боротьби. Це мало місце в Грубешеві 26 чи 28 травня 1946 р., коли йшлося про відбиття 50 АК-івців, з яких кілька перебувало під загрозою кари смерті, і вирок напевне був би на них виконаний. Тогочасне керівництво наших відділів (ВіН) звернулося до УПА за допомогою і українці долучилися до боротьби відділом в силі 1200 вояків, атакували батальйон НКВС, тоді як відділи ВіН відбили арештованих, будинок УБ повністю знищили, частину УБеків та інших ліквідували. В Грубешеві поза совітами став полк війська, була також рота міліції i озброєні УБеки, однак акція вдалася. То була перша від часів Пілсудського та Петлюри така масштабна»

## Поховання

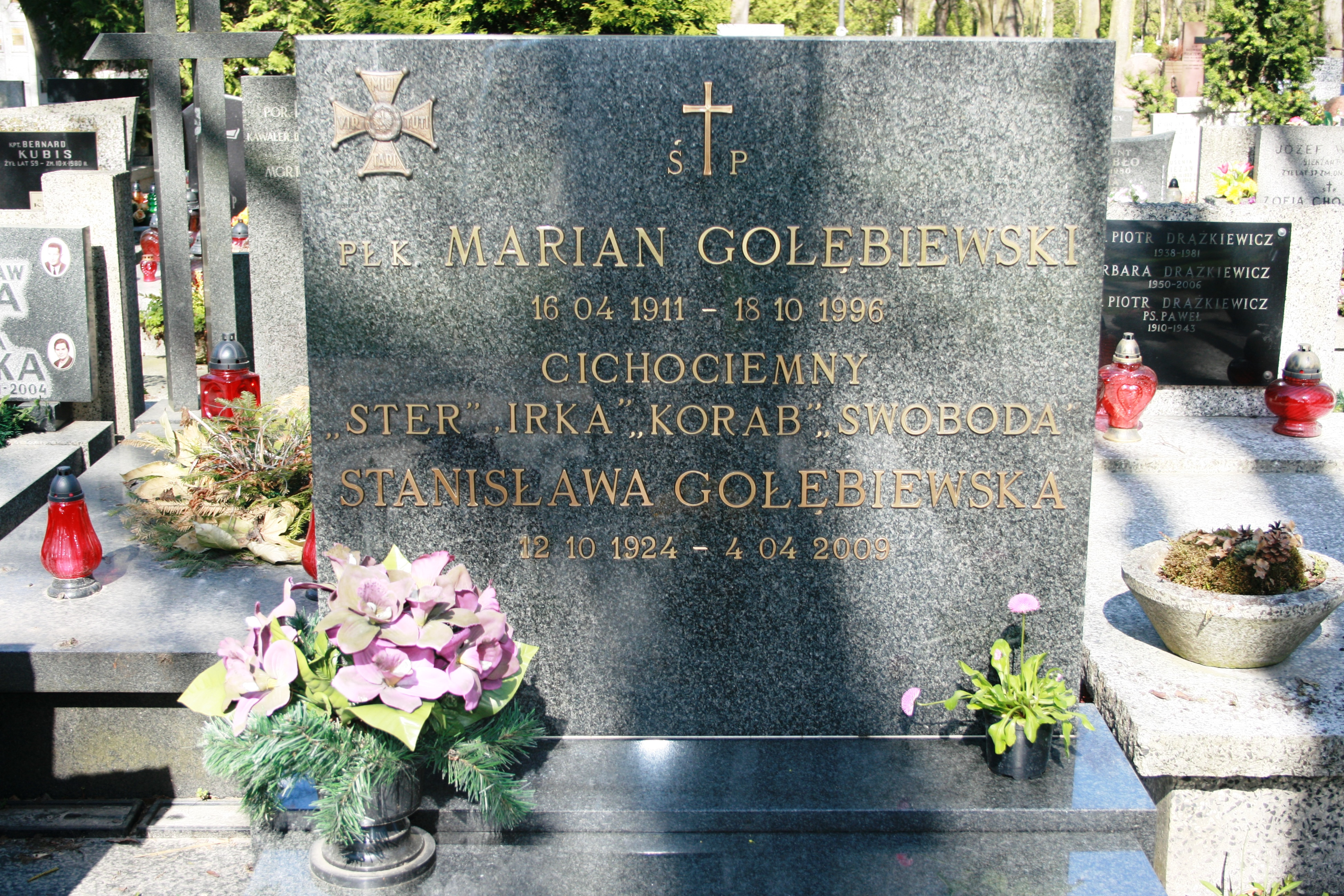
Могила Мар'яна Голембйовського на військовому цвинтарі на Повонзках у Варшаві

Похований на військовому цвинтарі на Повонзках в Варшаві (кватера C22-7-8)